# المغنية المنبوذة
المغنية المنبوذة (بالكورية: 무인도의 디바)؛ هو مسلسل تلفزيوني كوري جنوبي، من بطولة بارك إيون بين، تشاي جونغ-هيوب، كيم هيو جين، تشا هاك يون. عرض على قناة تي في إن في 28 أكتوبر  الى 3 ديسمبر 2023، بث كل يومي السبت والأحد الساعة 21:20 بتوقيت (KST). وهو متاح أيضًا على نتفليكس في مناطق محددة.

## ملخص
سيو موك-ها هي فتاة تحلم بأن تصبح مغنية، فازت في مسابقة UCC وذهبت إلى سيئول لإجراء اختبار الأداء، لكنها تقطعت بها السبل الى جزيرة غامضة بسبب حادث مؤسف حل بها في طريقها، وتعود إلى العالم بعد 15 عامًا، بعد عودتها تواصل موك-ها بشغف لتحقيق حلمها برغم الصعوبات التي ستمر بها.

## الطاقم

### رئيسي
- بارك إيون بين في دور سيو موك ها[5]
  - لي ري في دور سيو موك ها الصغيرة[6]

فتاة تحلم بتجربة الأداء لتصبح مغنية، بعد إنقاذها من جزيرة غير معروفة لمدة 15 عامًا.
- كيم هيو جين في دور يون ران جو[7]

النجمة الاقضل الرائعة، ولكن ليس لديها اي معجبين الان.
- تشاي جونغ-هيوب في دور كانغ بو جول[8]
  - مون وو جين بو جول الشاب

منتج محطة إذاعية مسؤول عن الموسيقى والبرامج الترفيهية.
- تشا هاك يون بدور كانغ وو هوك[9]

مراسل مشرق ولطيف في محطة إذاعية. أثناء عمله التطوعي، يجد فجأة موك-ها وينقذها.

### داعم
- كيم جو هون في دور لي سيو جون[10]

مدير ران-جو السابق، والذي يعمل حاليًا كرئيس تنفيذي لشركة آر جيه إنترتينمنت.

## المشاهدات
| الموسم | الموسم | رقم الحلقة | رقم الحلقة | رقم الحلقة | رقم الحلقة | رقم الحلقة | رقم الحلقة | رقم الحلقة | رقم الحلقة | رقم الحلقة | رقم الحلقة | رقم الحلقة | رقم الحلقة  | المتوسط     |
| الموسم | الموسم | 1          | 2          | 3          | 4          | 5          | 6          | 7          | 8          | 9          | 10         | 11         | 12          | المتوسط     |
| ------ | ------ | ---------- | ---------- | ---------- | ---------- | ---------- | ---------- | ---------- | ---------- | ---------- | ---------- | ---------- | ----------- | ----------- |
|        | 1      | 0.787      | 1.247      | 1.356      | 1.854      | 1.252      | 1.861      | 1.361      | 1.995      | 1.696      | 1.935      | 1.612      | ستُعلن لاحقًا | ستُعلن لاحقًا |

| رقم   | تاريخ البث     | تقييمات (نيلسن كوريا) | تقييمات (نيلسن كوريا) |
| رقم   | تاريخ البث     | علي الصعيد الوطني     | سيئول                 |
| ----- | -------------- | --------------------- | --------------------- |
| 1     | 28 أكتوبر 2023 | 3.172%                | 3.450%                |
| 2     | 29 أكتوبر 2023 | 5.155%                | 5.402%                |
| 3     | 4 نوفمبر 2023  | 5.557%                | 6.177%                |
| 4     | 5 نوفمبر 2023  | 7.988%                | 8.885%                |
| 5     | 11 نوفمبر 2023 | 5.390%                | 6.163%                |
| 6     | 12 نوفمبر 2023 | 7.933%                | 8.887%                |
| 7     | 18 نوفمبر 2023 | 6.053%                | 6.647%                |
| 8     | 19 نوفمبر 2023 | 8.680%                | 9.354%                |
| 9     | 25 نوفمبر 2023 | 7.315%                | 8.369%                |
| 10    | 26 نوفمبر 2023 | 7.995%                | 8.948%                |
| 11    | 2 ديسمبر 2023  | 7.285%                | 8.140%                |
| 12    | 3 ديسمبر 2023  |                       |                       |
| متوسط | متوسط          | 6.794%                | 7.522%                |

## الإنتاج
يجمع المسلسل بين المخرج اوه تشونغ-هوان والكاتبة بارك هاي-ريون للمرة الثالثة بعد بينما كنت نائما (2017)، صندوق الرمل (2020). من تخطيط استوديو دراغون وانتاج كاكاو انترتينمنت من قبل شركتها التابعة بارام بيكتشرز. وهو أحد عناوين كاكاو لعام 2023 بجانب (أسوأ شر لصالح ديزني+ ومخلوق جيونغسونغ لصالح نتفليكس).

### التصوير
في 9 مارس 2023 ، أعلن عن ان الطاقم قد انتهى من قراءة السيناريو الأول في 8 مارس في سيئول، وسيبدأ التصوير قريبًا.

## روابط خارجية
- الموقع الرسمي
 (بالكورية)
- المغنية المنبوذة على موقع IMDb (الإنجليزية)
- المغنية المنبوذة على موقع نتفليكس (الإنجليزية)
- المغنية المنبوذة على موقع فيلمافينيتي (الإسبانية)
- المغنية المنبوذة على موقع قاعدة بيانات الفيلم (الإنجليزية)
- المغنية المنبوذة على هانسينما